# Paul J. Crutzen
Paul Jozef Crutzen (sinh ngày 3.12.1933 tại Amsterdam - mất ngày 28 tháng 1 năm 2021) là nhà hóa học người Hà Lan đã đoạt giải Nobel Hóa học năm 1995.

## Tiểu sử
Crutzen sinh ngày 3.12.1933 tại Amsterdam, Hà Lan, là con của Anna Gurk và Jozef Crutzen. Ông tốt nghiệp trung học năm 1951, sau đó học 3 năm kỹ sư ở Amsterdam. Từ tháng 2 năm 1958 ông sang làm việc kết hợp với học tập và nghiên cứu ở Đại học Stockholm, Thụy Điển.
Năm 1963 ông đậu bằng "Filosofie Kandidat" (tương đương cử nhân). Năm 1968 đậu bằng "Filosofie Licentiat" về "Khí tượng học" (tương đương thạc sĩ), với luận văn
"Determination of parameters appearing in the 'dry' and the 'wet' photochemical theories for ozone in the stratosphere". Năm 1973 ông đậu bằng tiến sĩ với bản luận án "On the photochemistry of ozone in the stratosphere and troposphere and pollution of the stratosphere by high-flying aircraft".
Hiện nay ông làm việc trong Phân ban Hóa học khí quyển tại Viện Hóa học Max Planck, ở Mainz, Đức, trong Viện Hải dương học Scripps của Đại học California, và ở Đại học quốc gia Seoul, Hàn Quốc. Ông cũng đã từng làm giáo sư trợ tá (adjunct professor) một thời gian dài ở Học viện Công nghệ Georgia và làm giáo sư nghiên cứu ở Phân khoa Khí tượng học của Đại học Stockholm, Thụy Điển.

## Sự nghiệp
Crutzen nổi tiếng vì công trình nghiên cứu về Sự suy giảm ôzôn. Các nghiên cứu chủ yếu của ông là "Hóa học quyển bình lưu và quyển đối lưu, và vai trò của chúng trong các chu kỳ hóa-địa-sinh (biogeochemical) và khí hậu".

### Anthropocene
Năm 2000, trong International Geosphere-Biosphere Programme (Chương trình Sinh quyển-Địa quyển quốc tế) Bản tin 41, Crutzen và Eugene F. Stoermer, để nhấn mạnh vai trò trung tâm của nhân loại về địa chất và sinh thái học, đã đề nghị sử dụng thuật ngữ anthropocene cho kỷ nguyên địa chất hiện hành. Về việc khởi đầu của nó, họ nói:
 Để chỉ định một ngày tháng cụ thể hơn cho sự khởi đầu của "anthropocene" thì có vẻ hơi tùy tiện, nhưng chúng tôi đề nghị bắt đầu từ hậu bán thế kỷ 18, mặc dù chúng tôi ý thức rằng các đề xuất thay thế có thể được đưa ra (một số thậm chí có thể muốn bao gồm toàn bộ thế Holocene). Tuy nhiên, chúng tôi chọn thời điểm này bởi vì, trong suốt 2 thế kỷ qua, những ảnh hưởng toàn cầu của các hoạt động của con người đã được nhận thấy rõ ràng. Đây là thời kỳ mà các dữ liệu lấy từ các lõi băng cho thấy việc bắt đầu một sự tăng trưởng các nồng độ khí quyển của nhiều "khí nhà kính", đặc biệt là CO2 và CH4. Một thời điểm bắt đầu như vậy cũng trùng hợp với việc phát minh ra động cơ hơi nước năm 1784 của James Watt.

### Ấm lên toàn cầu
Steve Connor, biên tập viên khoa học của tờ Independent, đã viết: Giáo sư Paul Crutzen - người đã đoạt giải Nobel năm 1995 cho công trình nghiên cứu của ông về lỗ hổng trong tầng ôzôn - tin rằng những nỗ lực chính trị để hạn chế hiệu ứng khí thải nhà kính do con người tạo ra là không đáng kể, nên một kế hoạch triệt để cho sự kiện có thể xảy ra trong tương lai là cần thiết. Trong một bài tiểu luận khoa học bút chiến đã được đăng trên báo "Sự biến đổi khí hậu" xuất bản trong tháng 8 năm 2006, ông nói rằng một "lối thoát" là cần thiết nếu sự ấm lên toàn cầu bắt đầu vượt khỏi tầm kiểm soát.
Giáo sư Crutzen đã đề xuất một phương pháp làm mát khí hậu toàn cầu theo cách nhân tạo bằng việc giải phóng các hạt của lưu huỳnh trong thượng tầng không khí, việc này sẽ phản chiếu ánh sáng mặt trời và nhiệt trở lại vào không gian. Đề xuất gây tranh cãi này đang được các nhà khoa học xem xét nghiêm túc bởi vì giáo sư Crutzen có một thành tích về nghiên cứu khí quyển đã được chứng minh.
Tháng giêng năm 2008, Crutzen công bố các phát hiện cho thấy sự giải thoát oxít nitrơ (N2O) thải ra trong sản xuất nhiên liệu sinh học được cho là đã góp phần vào việc làm ấm lên toàn cầu nhiều hơn so với nhiên liệu hóa thạch.

## Mùa đông hạt nhân
Crutzen cũng là một trong những người khởi xướng thuyết mùa đông hạt nhân (nuclear winter). Ông đã cùng viết chung với John Birks tác phẩm dẫn nhập đầu tiên về chủ đề này: "The atmosphere after a nuclear war: Twilight at noon" (1982).

## Giải thưởng và Vinh dự
- 1976: Outstanding Publication Award, Environmental Research Laboratories, National Oceanic and Atmospheric Administration (NOAA), Boulder, Colorado, U.S.A.
- 1984: Rolex-Discover Scientist of the Year.
- 1985: Giải Leo Szilard về "Physics in the Publics Interest" của "Hội Vật lý Hoa Kỳ".
- 1986: Hội viên Hội liên hiệp Địa vật lý Hoa Kỳ
- 1989: Tyler Prize for Environmental Achievement
- 1991: Viện sĩ Viện Hàn lâm Khoa học Hoàng gia Thụy Điển
- 1995: Giải Nobel Hóa học (chung với Mario J. Molina và Frank Sherwood Rowland)
- 1995: "Giải Ozone Toàn cầu" cho "Đóng góp xuất sắc vào việc bảo vệ tầng Ozone" của Chương trình Môi trường Liên Hợp Quốc.
- 1996: Hội viên danh dự của "Ủy ban Ozone quốc tế"
- 1996: Viện sĩ Viện hàn lâm giáo hoàng về Khoa học
- 1999: Viện sĩ nước ngoài của Viện Hàn lâm Khoa học Nga
- 2002: Tác giả được trích dẫn nhiều nhất trên khắp thế giới trong Khoa Địa học (Geosciences) với 2.911 trích dẫn từ 110 ấn phẩm trong thập niên 1991-2001, Institute for Scientific Information (Viện Thông tin Khoa học)

Xem thêm danh sách đầy đủ

## Tác phẩm chọn lọc
- Jan Zalasiewicz, Mark Williams, Will Steffen, Paul Crutzen (2010) The New World of the Anthropocene Environmental Science & Technology, 2010, 44 (7), pp 2228–2231.
- Ramanathan, V.; Crutzen, P.J.; Kiehl, J.T.; Rosenfeld, D. (2001). "Aerosols, Climate, and the Hydrological Cycle". Science. Quyển 294 số 5549. tr. 2119–2124. doi:10.1126/science.1064034. PMID 11739947. {{Chú thích tạp chí}}: Đã định rõ hơn một tham số trong |number= và |issue= (trợ giúp)
- Ramanathan, V.; Crutzen, P.J.; Lelieveld, J.; Mitra, A.P.; Althausen, D. (2001). "Indian Ocean Experiment: An integrated analysis of the climate forcing and effects of the great Indo-Asian haze" (PDF). Journal of Geophysical Research. Quyển 106 số D22. tr. 28, 371–28, 398. Bản gốc (PDF) lưu trữ ngày 9 tháng 8 năm 2017. Truy cập ngày 16 tháng 6 năm 2011.
- Barrie, L.A.; Bottenheim, J.W.; Schnell, R.C.; Crutzen, P.J.; Rasmussen, R.A. (1998). "Ozone destruction and photochemical reactions at polar sunrise in the lower Arctic atmosphere". Nature. Quyển 334 số 6178. tr. 138–141. doi:10.1038/334138a0.
- Andreae, M.O.; Crutzen, P.J. (1997). "Atmospheric Aerosols: Biogeochemical Sources and Role in Atmospheric Chemistry". Science. Quyển 276 số 5315. tr. 1052–1058. doi:10.1126/science.276.5315.1052.
- Dentener, F.J.; Carmichael, G.R.; Zhang, Y.; Lelieveld, J.; Crutzen, P.J. (1996). "Role of mineral aerosol as a reactive surface in the global troposphere". Journal of Geophysical Research. Quyển 101 số D17. tr. 22, 869–22, 889.
- Crutzen, P.J.; Andreae, M.O. (1990). "Biomass Burning in the Tropics: Impact on Atmospheric Chemistry and Biogeochemical Cycles". Science. Quyển 250 số 4988. tr. 1669–1678. doi:10.1126/science.250.4988.1669. PMID 17734705. {{Chú thích tạp chí}}: Đã định rõ hơn một tham số trong |number= và |issue= (trợ giúp)
- Crutzen, P.J.; Birks, J.W. (1982). "The atmosphere after a nuclear war: Twilight at noon". Ambio. Quyển 11 số 2/3. Allen Press. tr. 114–125.